# Schützenbund Osnabrück-Emsland-Grafschaft Bentheim

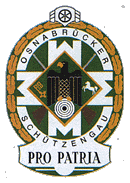
Altes Logo des OSG

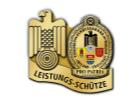
Leistungsnadel in Gold des OEGB

Der Schützenbund Osnabrück-Emsland-Grafschaft Bentheim e. V. (OEGB) ist eine Dachorganisation der Sportschützen im Bereich des ehemaligen Regierungsbezirks Osnabrück. Der Verband ist unmittelbares Mitglied im Nordwestdeutschen Schützenbund und damit mittelbares Mitglied des Deutschen Schützenbundes. Er hat etwa 7.000 Mitglieder aus rund 80 Schützenvereinen, -gilden und -bruderschaften.
Der OEGB wurde am 24. April 1924 als „Osnabrücker Schützengau“ gegründet. Sitz war und ist Osnabrück, wo sich auch die Geschäftsstelle des Vereins befindet. Nachdem 2003 der Name in Bezirksschützenverband Osnabrück-Emsland e. V. geändert wurde, erfolgte auf dem Delegiertentag 2004 in Papenburg die Umbenennung in den heutigen Namen, um alle im Bund vertretenen Landkreise zu berücksichtigen.

## Struktur
Der Schützenbund gliedert sich in 10 Kreise, diese entsprechen ungefähr den ehemaligen Landkreisen im Verbandsgebiet.
Oberstes Organ ist die Delegiertenversammlung, die alle zwei Jahre stattfindet. Die Leitung wird durch das Präsidium und das Gesamtpräsidium übernommen. Dem Gesamtpräsidium gehören neben den Mitgliedern des Präsidiums die Kreispräsidenten und die Referenten sowie die Ehrenmitglieder an.

## Aufgaben
Aufgabe und Zweck ist der freiwillige Zusammenschluss der in der Stadt Osnabrück, im Landkreis Osnabrück, im Landkreis Emsland und im Landkreis Grafschaft Bentheim bestehenden Kreisschützenverbände und deren Mitgliedsvereine auch aus angrenzenden Gebieten zu einem Bezirksschützenverband. Ihm obliegt die Förderung des Sports.
Der Satzungszweck wird insbesondere verwirklicht durch
- Förderung und Durchführung des Schießsports
- Förderung der Jugendarbeit
- Einrichtung von Ligen und Klassen unterhalb der Bundes-, Regional- und Landesliga
- Ausrichtung der Bezirksmeisterschaften
- Aus- und Fortbildung im Schießsport
- Pflege und Förderung des Schützenbrauchtums und des Musikwesens
- Betreuung und fachliche Beratung der Mitglieder und Vertretung gemeinsamer Interessen

## Sportschießen
Der OEGB veranstaltet jährlich Bezirksmeisterschaften in den in der Sportordnung des DSB aufgeführten Disziplinen Gewehr, Pistole, Armbrust, Vorderlader, Flinte und Bogen. Darüber hinaus werden Rundenwettkämpfe im Bereich Luftpistole und Luftgewehr Freihand und Auflage sowie Dreistellungskampf ausgetragen. Es findet auch ein eigener Ligabetrieb statt.
Spezielle Wettkämpfe und Vergleichsschießen runden das sportliche Angebot ab.
Der OEGB verleiht eigene Leistungsabzeichen für das Erreichen einer Mindestringzahl in allen Disziplinen und Klassen.

## Tradition
Der Verein legt viel Wert auf Tradition und Schützenbrauchtum. In den Vereinen und Kreisen gibt es eine Reihe verschiedener von alters her gepflegter Bräuche, wie (Kreis-)Schützenfeste, Adler- und Schützenschnurschießen oder Böllern. Es sind 14 Musikzüge Mitglied im OEGB.
Jährlich findet das Schützenbundkönigs/-königinnen- und Kaiserschießen statt, deren Sieger auf dem Königsball geehrt werden. Der Königsball 2013 mit der zugehörigen Feierstunde fand in Neubörger statt. Die Damentage werden im zweijährigen Rhythmus, die Jugendtage mit Jugendkönigschießen jährlich ausgetragen.

## Kreise
Der Verband gliedert sich in 12 Schützenkreise:
- Kreisschützenverband Altkreis Hümmling
- Kreisschützenverband Aschendorf
- Kreisschützenverband Bersenbrück-Nord
- Schützenkreis Bramgau
- Schützenkreis Grafschaft Bentheim
- Schützenkreis Grönegau
- Schützenkreis Lingen
- Schützenkreis Meppen
- Schützenkreis Osnabrück-Land-Nord
- Schützenkreis Osnabrück-Land-West
- Schützenkreis Osnabrück-Stadt
- Kreisschützenverband Wittlage

### Ehemalige Mitgliedskreise
- Schützenkreis Iburg (bis 31. Dezember 2014)
- Schützenkreis Osnabrück-Land-Ost (bis 31. Dezember 2016)

## Ehrenmitglieder
- Ehren-Präsident: Ernst-Adolf Busse, Schützenkreis Wittlage
- Ehrendamenleiterin: Edith Zurhorst, Schützenkreis Osnabrück Land-Ost
- Ludwig Schirmacher, Schützenkreis Osnabrück-Stadt
- Manfred Knop, Schützenkreis Osnabrück Land-Süd
- Meinhard Hüsemann, Schützenkreis Grafschaft Bentheim
- Theo Böhle, Schützenkreis Aschendorf
- Gerhard Rettig, Schützenkreis Wittlage
- Helmut Schöne, Schützenkreis Bersenbrück-Nord
- Karl-Heinz Tormöhlen, Schützenkreis Osnabrück Land-West
- Willi Ladner, Schützenkreis Wittlage
- Gerd Weßel (†), Schützenkreis Osnabrück Land-Ost
- Johann Wolf (†), Schützenkreis Grafschaft Bentheim
- Ehren-Schatzmeister: Walter Friedrich, Schützenkreis Osnabrück-Stadt